# Kateřina Emingerová
Kateřina Emingerová (Praga, 13 de juliol de 1856 - Praga, 9 de setembre de 1934) va ser una compositora, pianista i ensenyant musical txeca. També va ser una prolífica escriptora i periodista que va publicar un gran nombre de llibres, assajos, ressenyes i articles sobre música.

## Biografia
Emingerová va néixer a Praga, filla Julie Emingerová i de l'advocat John Eminger. La seva germana, Helen Emingerová (1858 - 1943), va esdevenir una famosa pintora i artista gràfica. Kateřina va estudiar amb els mestres Frank Skroup, Bedřich Smetana, Adolf Čech, František Skuherský, Ludevít Walk, Adalbert i John Thundered, Josef Palecek i el tenor vienés Gustav Walter.
També va estudiar amb Josef Jiránek, Charles Slavkovských, Ludevít Walks, Henry Kaan a Berlin, i amb Karl-Heinrich Barth al Hochschule für Musik (1882–1883). Va fer classes particulars amb Zdenek Fibich i Vitezslav Novak i va començar a compondre a l'edat de tretze anys. Emingerová va estrenar el seu primer concert per a piano solista a l'edat de dinou anys a la sala de concerts de Konvikt.
Durant els anys vuitanta del segle xix Emingerová va compondre danses, sobretot polques, que eren molt populars a les sales de ball de Praga. També va compondre per a orquestra, grups de cambra, cor i veu solista. L'any 1890 va començar a treballar al Conservatori de Praga, primer com a acompanyant i més tard, a partir de 1911, com a professora de piano i grups de cambra. Va continuar treballant al Conservatori durant 38 anys fins que es va jubilar el 1928.
Encara més importants que les seves activitats com a compositora i docent destaquen les seves conferències –en dictà més d'un centenar– i com a escriptora d'articles i assajos sobre música. A principi del segle xx, va començar a contribuir a revistes com Dalibor, Hudební revue, Ženský svět (editat per Tereza Nováková), Ženský obzor, després Škola a rodina, Eva, Nová žena o Český ćtenář o diaris com Prager Presse, Národních listů i Národní politiky. En els seus articles i conferències va promoure intèrprets i compositores, com ara Fanny Mendelssohn, Augusta Mary, Cecile Chaminade, Johanna Müller-Herrman, Lisa Maria Mayer, Ethel Smyth, Lola Stárková, Florentina Mallá, Josefina Dušková, Clara Schumann, Eleonora Ehrenbergová, Teresa Carreño, Wanda Landovská, o actrius com Otilie Sklenářová-Malá i Fanny Janauschek. També va escriure sobre personalitats de la música universal i txeca, com ara Chopin, Beethoven, Berlioz, Weber, Liszt, Smetana, Mozart, Txaikovski, i dels autors txecs Georg Benda, Josef Mysliveček, Václav Tomášek i Antonín Dvořák. Durant anys, ha escrit les crítiques i ressenyes d’actuacions operístiques al Teatre Nacional, el Teatre Vinohrady, els concerts de la Filharmònica Txeca, l’Associació de Música de Cambra, el Conservatori de Praga, la Song Growing Association, etc.
Va publicar obres sobre pedagogia musical, l'herència dels dons musicals i el desenvolupament de l'oïda, i sobre el patrimoni musical. El seu fons documental es conserva a la Biblioteca i Arxius del Conservatori de Praga, al Museu Nacional i al Museu Txec de la Música.

## Obres

### Piano
- Inventions
- Concert Etude
- Reminders (1872)
- Neighborhood
- Mignonette-Polka (1875)
- Ni-Polka (1877–1878)
- Sychrovská Galop (1879)
- Tarantella, Op. 4 (approx. 1882)
- Polka melancholic
- Valse mignonne

### Piano a quatre mans
- Marxa Festiva (1899)
- Cançó de bressol

### Piano i violí
- Polonaise
- Sonata (1881)

### Piano i veu
- An Dich (lyrics Maria Janitschek)
- Weiss das sie ja schon lange
- Frühlingslied (1880)
- Star of Hope (1880)
- Gute Nacht (1889)
- It seemed to me that you 'died (1890)
- Two songs for high voice
- Old-songs (1930)
- Two songs for high voice with piano accompaniment
- Believe me, the bloom on the wings of a butterfly
- How Gem (1883)
- Just watch
- Werners Jung Lied
- People were talking
- Liebeszauber
- The thickness of the eye (1880)
- Prayer (1880)
- In heaven and on earth
- Piper (1896)
- Pilgrim
- Kovařovic Andula (1896)
- You as a dreamy sky
- Evening Song
- Princess Dandelion (1901)

### Piano i dues veus
- Three Czech Folksongs (1880)
- I would like
- Duets for Female Voices
- Star and hope (lyrics by Elizabeth Krásnohorská)

### Cor femení
- Four songs for women's voices (1900)
- Duets for Female Voices
- Svatvečer

### Cor masculí
- Torches here!
- Spouses
- Funny Chorus for four male voices (1901)

### Cor mixt
- O salutaris Away (1901)

### Orquestra
- Reminders (polka, 1872)
- Rusalka (polka, 1873)
- Sparks (gallop)
- Off (gallop, 1874)
- Zefyri (gallop, 1875)
- Mignonette (Polka, 1875)
- Josephine (gallop, 1878)
- Sychrovská (gallop, 1879)
- Slavic bouquet (Quadrille, 1879)
- Forest Legend (Quadrille, 1880)
- Waltz (1882)
- Memories of the castle Eisenberg (Quadrille, 1882)
- Tarantella (1882)[3]